# Kanton Grenoble-2
Der Kanton Grenoble-2 ist seit 173 ein Wahlkreis im Arrondissement Grenoble im Département Isère der Region Auvergne-Rhône-Alpes in Frankreich.

## Gemeinden
Der Kanton besteht aus acht Gemeinden und Gemeindeteilen mit insgesamt 49.366 Einwohnern (Stand: 2022) auf einer Gesamtfläche von 80,64 km²:
| Gemeinde               | Einwohner 1. Januar 2022 | Fläche km² | Dichte Einw./km² | Code INSEE | Postleitzahl |
| ---------------------- | ------------------------ | ---------- | ---------------- | ---------- | ------------ |
| Fontanil-Cornillon     | 3.410                    | 5,50       | 620              | 38170      | 38120        |
| Grenoble               | 20.281                   | 2,67       | 7.596            | 38185      | 38000, 38100 |
| Mont-Saint-Martin      | 93                       | 5,31       | 18               | 38258      | 38120        |
| Proveysieux            | 519                      | 20,37      | 25               | 38325      | 38120        |
| Quaix-en-Chartreuse    | 926                      | 18,09      | 51               | 38328      | 38950        |
| Saint-Égrève           | 17.930                   | 10,88      | 1.648            | 38382      | 38120        |
| Saint-Martin-le-Vinoux | 5.957                    | 10,06      | 592              | 38423      | 38950        |
| Sarcenas               | 250                      | 7,76       | 32               | 38472      | 38700        |
| Kanton Grenoble-2      | 49.366                   | 80,64      | 612              | 3810       | –            |

1. ↑   Nur der nordöstliche Teil der Gemeinde, der Rest verteilt sich auf die Kantone Grenoble-1, Grenoble-3 und Grenoble-4.